# St. Martin (Puch)

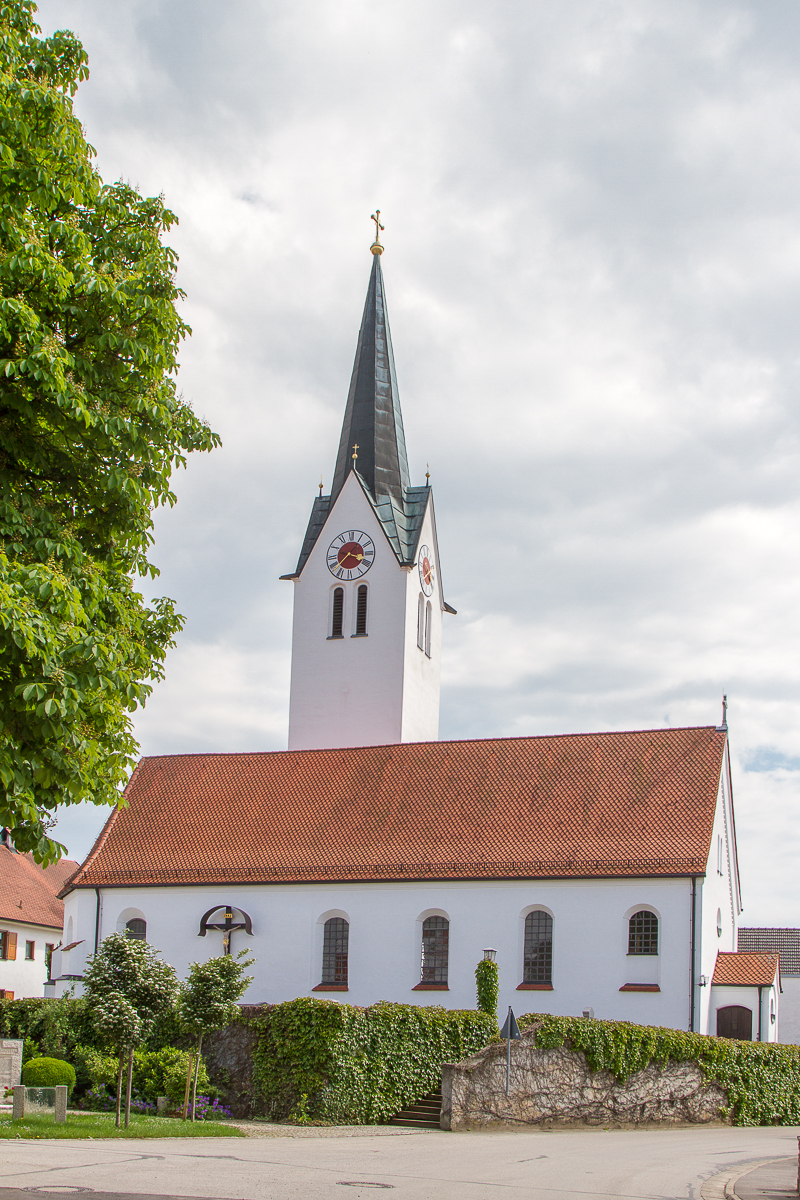
St. Martin in Puch

Die römisch-katholische Kirche St. Martin in Puch, einem Gemeindeteil von Pörnbach im oberbayerischen Landkreis Pfaffenhofen an der Ilm, ist eine Expositurkirche im Dekanat Pfaffenhofen des Bistums Augsburg. In der Liste der Baudenkmäler in Pörnbach ist sie als Baudenkmal unter der Nr. D-1-86-144-9 eingetragen.

## Architektur
Die barocke Saalkirche besteht aus dem 1720 gebauten und 1854 nach Westen verlängerten Langhaus, dem dreiseitig geschlossenen, im Kern aus dem 15. Jahrhundert stammenden Chor im Osten, dem Chorflankenturm an der Südseite des Chors und einem Vorbau mit dem Portal an der Westwand des Langhauses. Im obersten Geschoss des Turms steht der Glockenstuhl. Zwischen den Giebeln, an denen die Zifferblätter der Turmuhr angebracht sind, wurde um 1850 ein spitzer Helm aufgesetzt. Langhaus und Chor sind mit Flachdecken überspannt. 

## Ausstattung

### Altäre, Gemälde und Skulpturen
In einem Deckengemälde des Malers Anton Zächenberger aus der Zeit um 1720 sind Szenen aus der Legende des Kirchenpatrons, des heiligen Martin, dargestellt. Der viersäulige Hochaltar wurde um 1765 aufgestellt; aus der gleichen Zeit stammen die Seitenaltäre und die Kommunionbank. Das wahrscheinlich älteste Stück der Ausstattung ist eine Mondsichelmadonna, die um 1500 geschaffen worden sein dürfte.

### Orgel
Die rein mechanische Kegelladen-Orgel mit neun Registern auf einem Manual und Pedal wurde von G. F. Steinmeyer & Co. im Jahr 1886 erbaut. Die Disposition lautet:
| Manual C–f3    |       |
| Principal      | 8′    |
| Gedeckt        | 8′    |
| Salicional     | 8′    |
| Viola di Gamba | 8′    |
| Octav          | 4′    |
| Flöte          | 4′    |
| Mixtur III     | 2 ⁄3′ |

| Pedal C–d1 |     |
| Subbaß     | 16′ |
| Violonbaß  | 8′  |

- Koppel: M/P
- Spielhilfe: Tutti